# Кошилівська сільська рада
Коши́лівська сільська́ ра́да — адміністративно-територіальна одиниця та орган місцевого самоврядування в Заліщицькому районі Тернопільської області. Адміністративний центр — село Кошилівці.

## Загальні відомості
- Територія ради: 21,16 км²
- Населення ради: 1 131 особа (станом на 2001 рік)
- Територією ради протікає річка Джурин

## Населені пункти
Сільській раді були підпорядковані населені пункти:
- с. Кошилівці
- с. Попівці

## Склад ради
Рада складалася з 14 депутатів та голови.
- Голова ради: Глов'юк Іван Васильович
- Секретар ради: Сасанчин Ганна Володимирівна

### Керівний склад попередніх скликань
| Прізвище, ім'я, по батькові | Основні відомості                                                               | Дата обрання | Дата звільнення |
| --------------------------- | ------------------------------------------------------------------------------- | ------------ | --------------- |
| Тихоліз Іван Іванович       | Сільський голова, 1960 року народження, освіта середня спеціальна, безпартійний | 26.03.2006   | 31.10.2010      |
| Тихоліз Іван Іванович       | Сільський голова, 1960 року народження, освіта середня спеціальна, безпартійний | 31.10.2010   |                 |

Примітка: таблиця складена за даними сайту Верховної Ради України

### Депутати
За результатами місцевих виборів 2010 року депутатами ради стали:

#### За суб'єктами висування
| Суб'єкт висування | Кількість обраних депутатів | %   |
| ----------------- | --------------------------- | --- |
| Самовисування     | 14                          | 100 |

#### За округами
| № округу | Прізвище, ім'я, по батькові  | Дата визнання обраним | Освіта             | Партійна приналежність | Відомості про обраного депутата                        |
| -------- | ---------------------------- | --------------------- | ------------------ | ---------------------- | ------------------------------------------------------ |
| 1        | Сасанчин Ганна Володимирівна | 02.11.2010            | середня спеціальна | позапартійна           | Кошилівська сільська рада, секретар                    |
| 2        | Тихоліз Орися Лук'янівна     | 02.11.2010            | вища               | позапартійна           | ПАПП «Колос», бухгалтер                                |
| 3        | Михайлюк Маркіян Маркіянович | 02.11.2010            | вища               | позапартійний          | загальноосвітня школа І-ІІІ ст. с. Кошилівці, вчитель  |
| 4        | Григорків Володимир Іванович | 02.11.2010            | вища               | позапартійний          | загальноосвітня школа І-ІІІ ст. с. Кошилівці, вчитель  |
| 5        | Федорків Ганна Франківна     | 02.11.2010            | вища               | позапартійна           | тимчасово не працює                                    |
| 6        | Федорків Віталій Ярославович | 02.11.2010            | вища               | позапартійний          | приватний підприємець                                  |
| 7        | Кузь Микола Васильович       | 02.11.2010            | середня спеціальна | позапартійний          | загальноосвітня школа І-ІІІ ст. с. Кошилівці, електрик |
| 8        | Гевик Іван Васильович        | 02.11.2010            | середня спеціальна | позапартійний          | тимчасово не працює                                    |
| 9        | Глов'юк Василь Броніславович | 02.11.2010            | вища               | позапартійний          | загальноосвітня школа І-ІІІ ст. с. Кошилівці, вчитель  |
| 10       | Юзва Богдан Васильович       | 02.11.2010            | середня            | позапартійний          | Укр.зв'язок, монтер                                    |
| 11       | Бадлюк Віра Василівна        | 02.11.2010            | середня спеціальна | позапартійна           | Лікарня, фельдшер                                      |
| 12       | Ніберкаль Іван Ярославович   | 02.11.2010            | середня            | позапартійний          | Райавтодор, тракторист                                 |
| 13       | Рижевський Іван Васильович   | 02.11.2010            | вища               | позапартійний          | тимчасово не працює                                    |
| 14       | Гаргай Богдан Степанович     | 02.11.2010            | вища               | позапартійний          | ПАПП «Колос», вет.лікар                                |